# De Cock en het roodzijden nachthemd
De Cock en het roodzijden nachthemd  is het vierenveertigste deel van de De Cock-serie.

## Verhaal
Rechercheur De Cock van het politiebureau Warmoesstraat kijkt ontevreden naar zijn uitpuilende bovenste bureaulade. Door de vele moordonderzoeken zijn de afhandeling van andere strafzaken in de versukkeling geraakt. Dick Vledder spoort hem aan dit administratieve werk gewoon aan te pakken, maar De Cock worstelt nu eenmaal met zijn elektrische schrijfmachine. Hij gaat een briefschrijfster bezoeken, Yolanda van Zelhem, die is opgenomen in het Antoni van Leeuwenhoek Ziekenhuis. De vrouw is stervende en schrijft tegenover de welbekende rechercheur haar geweten te willen ontlasten. De Cock kent haar van jaren terug toen er sprake was van diefstal in haar bejaardentehuis Avondzon. Onderweg in de auto citeert De Cock uit het ochtendblad waarin de officier van justitie Mr. Medhuizen door journalist Pieter van Vlietland wordt beschuldigd van een drievoudige moord. De lichamen van mevrouw Stoffels haar vriend Schuitema en haar kleindochter Mariska zijn op last van de OvJ uit hun futuristische koelruimte verwijderd en in Medemblik begraven. In het ziekenhuis blijkt dat Yolanda inmiddels is overleden. Sabrine Achterbroek, bestuurslid van de Stichting Avondzon en daarmee haar werkgever, meldt dat ze de vorige avond nog een geheimzinnig bezoek had gehad van een onbekende man.
Terug aan de Warmoesstraat zit Peter van der Horst op de rechercheurs te wachten. Hij is een neef van de overleden Yolanda van Zelhem en heeft zelf de bewuste brief op het politiebureau bezorgd. Hij maakt zich zorgen omdat de secretaire van zijn tante geheel leeg is. Rechercheur de Cock gaat nog wel naar haar begrafenis, maar moet een week later aan Vledder bekennen dat elk spoor dood loopt. Dat is goed nieuws voor zijn bovenste bureaulade, want De Cock is met succes bezig zijn administratieve achterstand weg te werken. De twee rechercheurs lopen ontspannen naar het etablissement van Smalle Lowietje om eens bij te praten. Lowie heeft nieuws want vanmorgen is bij de Oostvaardersplassen Blaffer Henkie gevonden, doorzeefd met kogels. Deze Henkie Spaargaren is de zoon van Dikke Hennie die vroeger bij Zwarte Loes achter de ramen zat. Hij gaf zich uit voor huurmoordenaar, maar als hij een opdracht ontvangen had gebruikte hij die slechts om zijn opdrachtgever te chanteren. De politie in Lelystad zoekt inmiddels naar een man met een volle Turkse snor. Dick Vledder kijkt De Cock verbaasd aan, omdat ook in het ziekenhuis als bezoeker van Yolanda een dergelijke man werd beschreven. Hij wil niet dat zijn collega nu al verbanden gaat leggen maar volgens De Cock zijn er miljoenen mannen met snorren maar hij sluit nu eenmaal niets uit. Als ze ‘s avonds laat terugkomen aan het politiebureau meldt Peter van der Horst telefonisch dat Sabrine Achterbroek zich heeft opgehangen.
Op de plaats delict Prinsengracht 110 vinden ze het slachtoffer bungelend aan een stuk elektriciteitsdraad en gehuld in een roodzijden nachthemd. Peter van der Horst heeft haar gevonden. Op grond van de lijkvlekken en de stand van de houtvezels in de deur concludeert De Cock tot moord. Lijkschouwer dokter Den Koninghe is het De Cock eens en meent dat ze al langer dan 8 uur dood is. Peter verklaart dat hij in de administratie van zijn tante een recente overschrijving van 25.000 gulden aan Sabrine had gevonden. Daar wilde hij met haar over praten. De Cock meldt Dick Vledder dat de zaak Yolanda van Zelhem nog steeds wagenwijd open staat. De volgende ochtend deelt Dick Vledder mee dat alle administratieve gegevens en bankafschriften bij Sabrine afwezig waren. De Cock zal proberen de FIOD in te schakelen. Bij de rechercheurs meldt zich een vriendin van Sabrine Achterbroek, Sarah Harreveld. Ze beschuldigt spontaan Bob Verhagen, de ex van Sabrine, van de moord. De Cock en Vledder besluiten hem te gaan condoleren. Hij noemt nog een derde vriendin van Sabrine, ene Evelien Eikenroos uit Schagen. Desgevraagd ontkent hij Sabrine ooit in andere nachtkleding dan een pyjama te hebben aanschouwd. Hij geeft toe dat zijn ex zijn nieuwe vriendin Marjolein Ridderspoor een kwalijke brief heeft gestuurd. Marjolein en Sabrine kenden elkaar van vroeger toen ze vriendinnen waren.
Terwijl Dick Vledder naar de sectie is, haalt De Cock via een omweg financiële gegevens boven tafel. Niet alleen Yolanda van Zelhem, maar nog drie vrouwen hadden 25.000 gulden gestort op de rekening van Sabrine Achterhoek. Dick Vledder heeft nog een klein buurtonderzoekje gedaan en daaruit komt tot zijn eigen verbazing een man met een vette snor naar voren, die enkele dagen voor de moord is gesignaleerd bij de plaats delict. De twee rechercheurs rijden naar Sarah Harreveld om haar versie van de 25.000 gulden te gaan horen. Maar omdat het in het justitiële jargon bestempeld wordt als onregelmatig bewijs, moeten de rechercheurs oppassen. De deur van het pand aan de  Amstel staat al op een kier, zodat De Cock het apparaat van Handige Henkie in zijn zak kan houden. Ze treffen Sarah aan gekleed in een roodzijden nachthemd bungelend aan elektriciteitsdraad. Wederom een gecamoufleerde moord. Collega Van der Stek van het politiebureau Lijnbaansgracht meldt zich ook op de plaats delict. De wachtcommandant van de Warmoesstraat Jan Kusters had hem na een anoniem telefoontje op pad gestuurd. De telefoontjes kwamen van Bob Verhagen en de twee rechercheurs besluiten onmiddellijk Bob te gaan horen. Laatstgenoemde zegt gebeld te zijn door zijn vriendin Marjolein Ridderspoor die een afspraak had met het bungelende slachtoffer.
Terug aan de Warmoesstraat meldt de wachtcommandant dat collega’s uit Lelystad die de moord op Blaffer Henkie onderzoeken. Ma Spaargaren wil echter alleen maar met De Cock praten. Maar boven wacht al een uur journalist Pieter van Vlietland. Hij wil uit de mond van De Cock bevestiging van zijn moordtheorie, maar De Cock stelt stellig dat het 2x keer zelfmoord was. De volgende ochtend wordt De Cock bij chef Buitendam ontboden naar aanleiding van een krantenartikel van dezelfde journalist. Een ervaren rechercheur zou door de moordenaar zijn misleid, volgens journalist Van Vlietland van het wakkere ochtendblad. De Cock riposteert dat hij de moord geheim wil houden, en dat ook voor zijn chef die nog maar weinig van het recherchevak begrijpt. De Cock wordt hierna de kamer uitgestuurd. Na een korte discussie met Dick Vledder over het journalistieke verschoningsrecht, besluit De Cock naar Dikke Hennie te gaan voor een nader verhoor. De moeder van Blaffer Henkie bevestigt de theorie van Lowietje dat haar zoon een chanterende pseudohuurmoordenaar was. Het ging onlangs mis toen een opdrachtgeefster, een serpent van een wijf, niet wilde betalen. Na dagenlang posten probeerde haar zoon deze keer het opgespoorde potentiële slachtoffer geld af te troggelen. Het was een man met zwart krullend haar en een volle Turkse snor.
Na het gesprek beseft De Cock dat hij niets wijzer is geworden. De twee rechercheurs proberen de ondergedoken Marjolein Ridderspoor op te sporen. Terug aan het politiebureau komt Peter van der Horst een werkwaardige verzameling krantenknipsels brengen. Zijn tante spaarde rechtbankverslagen van verkrachtingen. Terwijl Dick Vledder weer naar een sectie is, gaat De Cock een praatje maken met de gabber van Blaffer Henkie, Jopie de Waard. Na enige tegenstand probeert laatstgenoemde mee te denken met de grijze rechercheur. Hij noemt hij een adres waar hij afwisselend met Henkie heeft staan posten: Prinsengracht 110, om te kijken of een man met snor langskwam. De twee rechercheurs proberen nu in contact te komen met Marjolein Ridderspoor. Tijdens een inleidend buurtonderzoek zien ze Bob Verhagen uit haar huis aan de Middenweg 532 wegrennen. Hij ontsnapt en omdat de deur openstaat gaan de rechercheurs naar binnen en ze zien Marjolein Ridderspoor op identieke wijze aan een stuk elektriciteitsdraad hangen in een roodzijden nachthemd.
De Cock verdenkt de geheimzinnige moordenaar nu van 3 moorden op 3 vrouwen in een roodzijden nachthemd en tevens van de moord op Blaffer Henkie. Maar hij zoekt naar de motieven. Commissaris Buitendam is inmiddels beter op de hoogte. Zijn ochtendblad schrijft dat zijn blunderende ervaren rechercheur moordenaar Bob Verhagen heeft laten ontsnappen. Buitendam wil zijn onmiddellijke arrestatie op grond van het artikel van journalist Pieter van Vlietland, maar een weigerende De Cock laat zich de kamer uitsturen. Boven in de recherchekamer steunt Dick Vledder zijn commissaris. Maar dan meldt Bob Verhagen zich vrijwillig en kan de ondervraging beginnen. Hij vertelt dat Sabrine, Sarah en Marjolein werden gechanteerd. Zijn geheimhoudingsplicht is met de dood van Marjolein vervallen. 25 Jaar geleden werkten de drie vrouwen bij het damesweekblad “Astere”. Ze beschuldigden de toenmalig hoofdredacteur van verkrachting. De man pleegde zelfmoord door ophanging en nu zou zijn onbekende zoon chantage plegen. Dick Vledder vindt vervolgens betrekkelijk snel bij de zedenpolitie zijn dossier. De hoofdredacteur was de destijds 36-jarige Hans-Peter ten Brave. De vier overleden vrouwen zijn reeds bekend, maar als vijfde getuige staat vermeld Evelien Eikenroos uit Schagen. De twee rechercheurs rijden nu meteen naar het laatst bekende adres in Schagen, waar de ouders van Evelien blijken te wonen. Evelien woont sinds haar huwelijk om de hoek. Haar moeder vertelt dat gisteren ook al naar haar is gevraagd door een onguur type met een volle snor. Laatstgenoemde kreeg in tegenstelling tot De Cock haar nieuwe adres niet.
De Cock zet een valstrik op in Hotel De Blauwe Engel in de hoofdstad. Appie Keizer en Fred Prins zijn ook paraat en Evelien werkt doodsbang mee als potentieel slachtoffer. Toch ontsnapt de moordenaar aan Dick Vledder en Fred Prins. Maar buiten loopt hij zich te pletter tegen een passerende taxi. Het is Peter van Vlietland met een opgeplakte snor en zwarte pruik. Thuis legt de Cock het uit aan zijn collega rechercheurs. Peter van Vlietland is bij kennis en zal over een paar maanden wel weer de oude zijn. De Cock heeft hem uitgebreid verhoord. Hij is de zoon van Hans-Peter ten Brave en beeldhouwster Johanna Maria van Vlietland. De twee waren niet gehuwd en De Cock had het oude dossier nog eens doorgesproken met de destijds dienstdoende en inmiddels gepensioneerde collega Casper Galesloot. Voor zijn zelfmoord schreef de vader een brief aan zijn vijfjarige zoon, die hij pas 25 jaar later mocht ontvangen. Daarin legde hij uit dat Sabrine met hem wilde trouwen en toen dat niet lukte een verkrachtingscomplot met de andere vrouwen organiseerde. 25 Jaar later eiste de journalist merkwaardigerwijs 100.000 gulden schadevergoeding. Alleen Evelien weigerde, omdat haar meineed verjaard was. De stervende Yvonne van Zelhem vertelde Peter de ware toedracht. Zijn vader was valselijk beschuldigd. Peter van Vlietland ging met deze zekerheid opnieuw naar Sabrine Achterbroek, die toen een foute huurmoordenaar inschakelde: Blaffer Henkie. Tijdens deze hele affaire daagde journalist Peter van Vlietland De Cock uit, door zijn vermeende fouten te benoemen in het ochtendblad. Maar met een brief van Evelien aan Peter werd hij zelf in de val gelokt in De Blauwe Engel. Als de collega’s weg zijn, vraagt mevrouw De Cock naar het waarom van het roodzijden nachthemd. De Cock zegt dat alle 4 de vrouwen 25 jaar eerder onder ede verklaarden dat de verkrachter gehuld was in een roodzijden nachthemd. De heren rechters vonden dit gênante detail zeer overtuigend.